# مريديث هندرسون
مريديث هندرسون هي ممثلة كندية، ولدت في 24 نوفمبر 1983 في أوتاوا في كندا.

## أعمال

### أفلام
- جمبر[3]

## وصلات خارجية
- مريديث هندرسون على موقع IMDb (الإنجليزية)
- مريديث هندرسون على موقع ألو سيني (الفرنسية)
- مريديث هندرسون على موقع أول موفي (الإنجليزية)
- مريديث هندرسون على موقع قاعدة بيانات الأفلام السويدية (السويدية)
- مريديث هندرسون على موقع قاعدة بيانات الفيلم (الإنجليزية)
- مريديث هندرسون على موقع كينوبويسك (الروسية)